# Baum mitten in der Welt

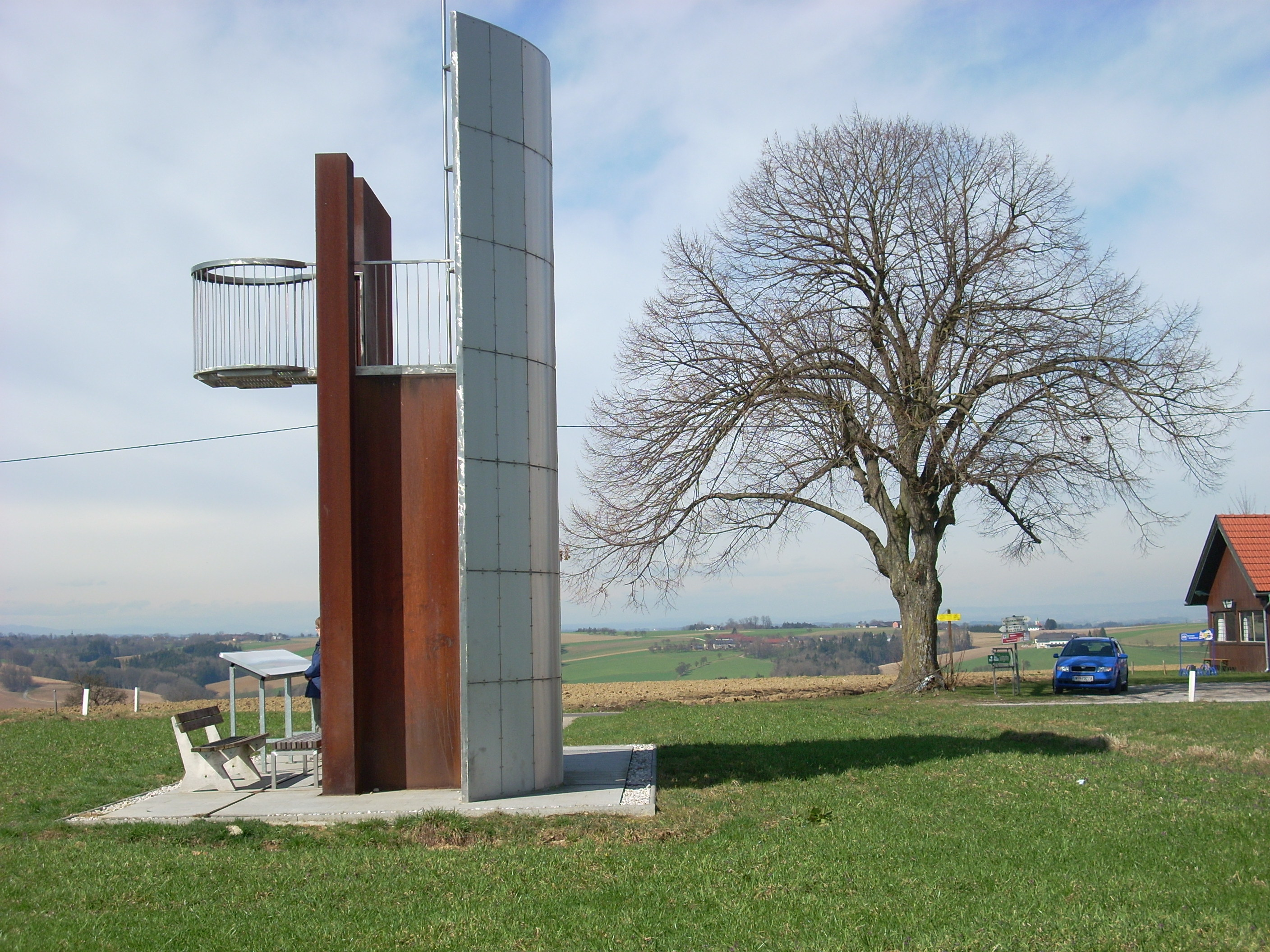
Baum mitten in der Welt (Gusterberg, 2010). Der 1916 gepflanzte „Nachfolgebaum“ hat schon 3 m Umfang. Links die neue Aussichtswarte.

Als Baum mitten in der Welt wird der höchste Punkt des Gusterberges südöstlich von Kremsmünster (Oberösterreich) bezeichnet. Der 488 m hohe Berg bietet eine weite Aussicht von den Alpen bis Berchtesgaden und zur böhmischen Grenze. Er wurde deshalb 1817 als Fundamentalpunkt der oberösterreichischen Landesvermessung gewählt.
Der Baum selbst war eine Jahrhunderte alte, riesige Linde, die 1929 wegen eines Blitzschlags gefällt werden musste. Vorsorglich hatte man 1916 in der Nähe eine neue Linde gepflanzt, die inzwischen fast 3 Meter Stammumfang hat.
Der Name bezog sich auf diesen weithin sichtbaren Baum und wird heute auch für das seit 1911 dort existierende Wirtshaus verwendet. Sein Bau war schon seit langem für wanderfreudige Kurgäste des nahen Kurortes Bad Hall gefordert worden.

## Nullpunkt der früheren Landesvermessung

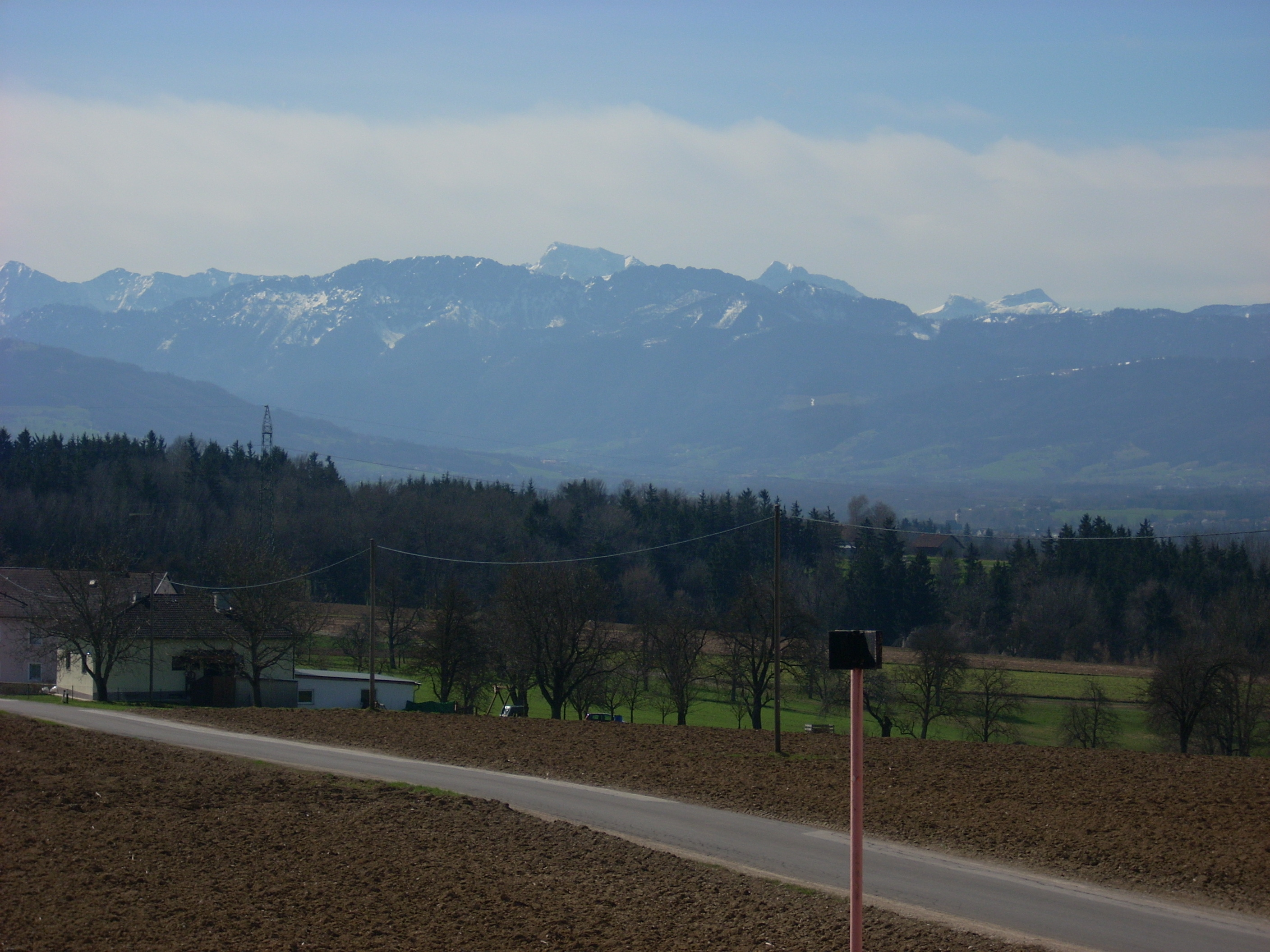
Blick vom Gusterberg zum Toten Gebirge. Mittig Großer Priel (2515 m, Ziel der astronomischen Azimutmessung), rechts Schermberg (2396 m), links die Kremsmauer (1604 m).

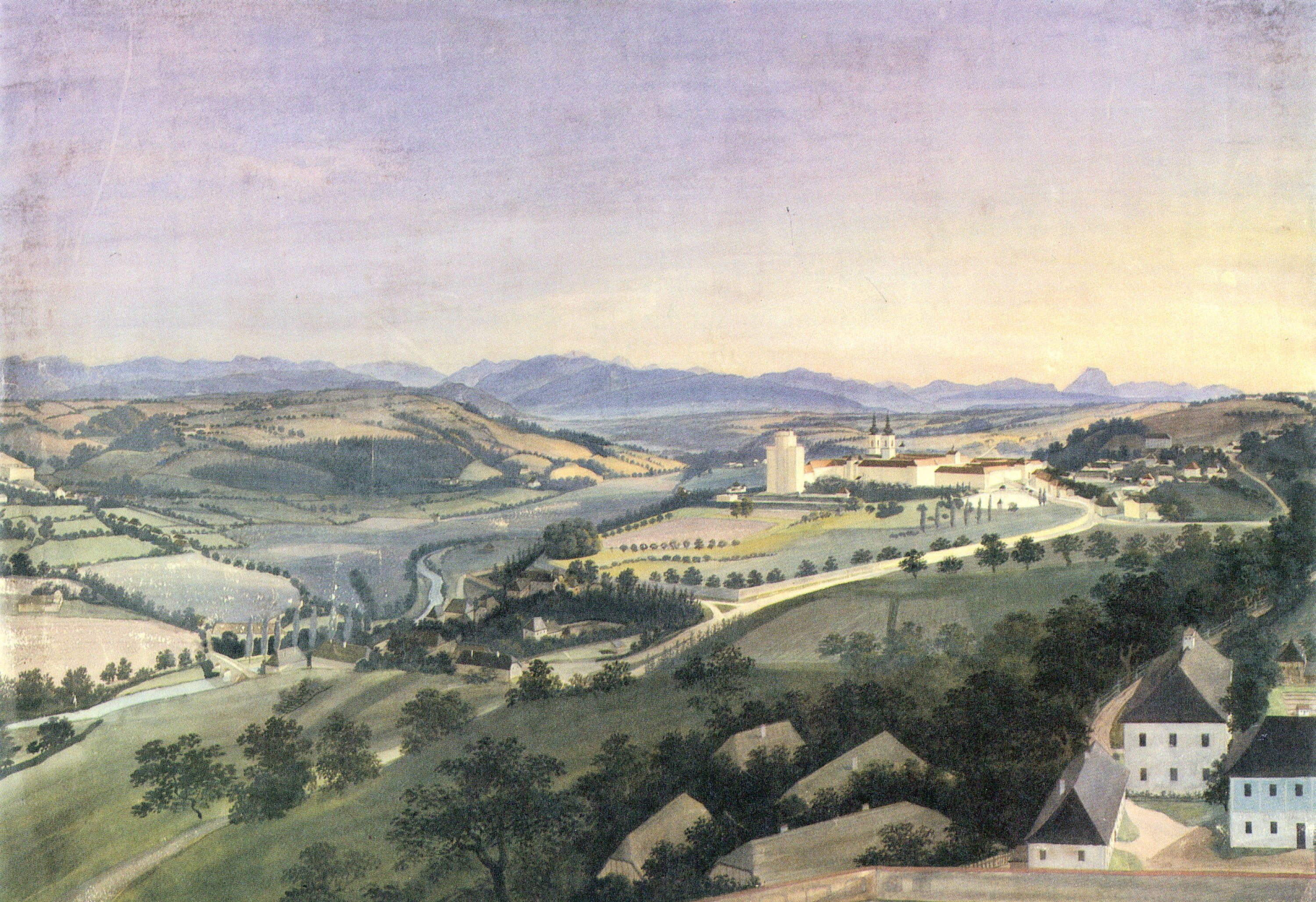
Adalbert Stifters Blick auf Kremsmünster und Umgebung. Links der Gusterberg, im Hintergrund Totes Gebirge und Traunstein.

Für die genaue Vermessung und Kartierung Österreich-Ungarns etablierte das militärgeografische Institut 1817 fünf Koordinatensysteme mit gut sichtbaren oder kulturell bedeutsamen Vermessungspunkten als jeweiligen Nullpunkt. Für Niederösterreich und Westungarn war dies der Südturm des Wiener Stephansdoms, für Oberösterreich und Salzburg der Gusterberg. Er erfüllte beide Kriterien, denn das nahe Benediktinerstift Kremsmünster war (und ist) das kulturelle Zentrum des Traunviertels. Auch bot die Sternwarte des Stifts, der Mathematische Turm, ideale Voraussetzungen für die erforderlichen astro-geodätischen Arbeiten.
Für die Verwendung als Fundamentalpunkt wurde 1817 eine genaue Breiten- und Azimutmessung durchgeführt. Die astronomische Breite ergab sich mit 48° 02' 18,47", als Azimut (ca. 187°) wurde jenes zum Großen Priel gewählt, dem mit 2.515 m höchsten Berg des Toten Gebirges. Die geografische Länge wurde hingegen vom Stiftsobservator der Sternwarte Kremsmünster bestimmt und rechnerisch zum Gusterberg übertragen. Man konnte sie damals nicht direkt am Ort messen, denn erst die Telegrafie (und heute der Zeitzeichenfunk) machten das möglich.

## Der Aussichtspunkt in Stifters „Nachsommer“
Der oberösterreichische Dichter und Pädagoge Adalbert Stifter (1805–1868) platzierte seinen großen Bildungsroman Der Nachsommer in die Umgebung Kremsmünsters, wo er das Stiftsgymnasium Kremsmünster besucht und weitere Studienjahre verbracht hat. Er beschreibt auch einen Ausflug auf den Gusterberg, ohne ihn aber namentlich zu nennen.
„Endlich hatten wir die höchste Stelle erreicht [...] Auf diesem Platze stand ein sehr großer Kirschbaum, der größte Baum des Gartens, vielleicht der größte Obstbaum der Gegend. Um den Stamm des Baumes lief eine Holzbank, die vier Tischchen nach den vier Weltgegenden vor sich hatte, daß man hier ausruhen, die Gegend besehen oder lesen und schreiben konnte. Man sah an dieser Stelle fast nach allen Richtungen des Himmels. Ich erinnerte mich nun ganz genau, daß ich diesen Baum wohl früher bei meinen Wanderungen von der Straße oder von anderen Stellen aus gesehen hatte. Er war wie ein dunkler, ausgezeichneter Punkt erschienen, der die höchste Stelle der Gegend krönte. Man mußte an heiteren Tagen von hier aus die ganze Gebirgskette im Süden sehen, jetzt aber war nichts davon zu erblicken; denn alles floß in eine einzige Gewittermasse zusammen. Gegen Mitternacht erschien ein freundlicher Höhenzug, hinter welchem nach meiner Schätzung das Städtchen Landegg liegen mußte...“
Mit „Landegg“ ist Kremsegg gemeint, mit dem später erwähnten „Rohrberg“ Rohr bei Bad Hall. Interessanterweise kommt das so bedeutende  Benediktinerstift in keinem der 3 Bände vor, denn Stifter projiziert dessen geistliche, kulturelle und wirtschaftliche Rolle völlig auf den Baron Riesach, den Mentor der jungen Hauptperson des Romans.
Die riesige Linde wurde zum „größten Obstbaum der Gegend“, denn alle bedeutenden Ereignisse verlegte der Dichter in Gärten der Umgebung. Dem herrlichen Ausblick widmet der auch als Maler begabte Künstler ein großes Gemälde, das er allerdings einem perspektivisch besseren Standort zuordnet.

## Weitere solcher Bäume
In Oberösterreich gibt es noch weitere „Bäume mitten in der Welt“:
- die tausendjährige Eiche bei Schloss Clam (Grein), etwa 60 km östlich des Gusterbergs. Als um 1980 ein riesiger Ast zu kappen war, wurde daraus eine Gedenkkapelle hergestellt;
- die KZ-Linde beim ehemaligen KZ Mauthausen;
- die Koppler Föhre beim Ort Pilgram (Münzbach) nahe der östlichen Landesgrenze.

Alle drei Bäume stehen unter Naturschutz.